# Teal’c
Teal’c egy kitalált szereplő a Csillagkapu című kanadai-amerikai katonai sci-fi televíziós sorozatban, melyben katonai csapatok fedezik fel a galaxist egy idegen technológia segítségével, a csillagkapu-hálózaton keresztül. Teal’c egy Jaffa harcos, aki a Chulak nevű bolygóról érkezett. A színész Christopher Judge alakítja. Teal’c külsőleg emberi megjelenésű, de hasában egy erszény van, amiben egy Goa’uld lárva növekszik. A szimbióta lárva megnövekedett erőt, egészséget, gyógyulási ütemet és hosszú életet biztosít a gazdatestének; Teal’c körülbelül 100 éves a sorozat elején és nagyjából 50 évet öregedett a sorozat végéig. A karakter figyelemreméltó külső jegye egy arany tetoválás a homlokán, mely a rendszerúr, Apófisz jele, akit első harcosként szolgált a Parancsnoksághoz csatlakozása előtt.
Teal’c először a sorozat Az Istenek gyermekei című bevezető epizódjában jelent meg. Ezután a 8. évad A megszabadított Prométheusz című részen kívül minden Csillagkapu epizódban szerepelt, beleértve a Csillagkapu: Az igazság ládája és a Csillagkapu: Continuum című, csak DVD-re kiadott filmeket is. Ezek mellett megjelent a Csillagkapu: Atlantisz sorozat 4. évadjának két részében is (Találkozás, Az állomás).

## Szerepe a Csillagkapuban
A Csillagkapu sorozatot megelőző évtizedekben a goa'uld rendszerúr, Kronosz kivégezte Teal’c apját – aki Kronosz első harcosa volt -, amiért visszavonulást rendelt el egy harcban, amit nem nyerhetett meg. Abban a reményben, hogy egyszer megbosszulhatja apja halálát, Teal’c csatlakozott a rivális rendszerúr, Apófisz seregéhez. Apófisz akkori első harcosa, Bra'tac irányítása alatt Teal’c a harcosok útjára lépett és addig emelkedett a ranglétrán, míg ő lett Apófisz első harcosa. Bra'tackal való barátsága és saját személyes tapasztalatai arra vezették rá, hogy kételkedjen a goa'uldok isteni mivoltában.
Amikor a CSK-1-et fogságba ejtik a Chulakon a sorozat első részében, Teal’c elfordul Apófisztől és csatlakozik a csapathoz. Hisz benne, hogy ez az a lehetőség, amivel végül legyőzhetik a goa'uldokat és minden Jaffa felszabadulhat. Teal’c otthonra talál a Csillagkapu Parancsnokságon a Földön, időnként lehetősége nyílik meglátogatni feleségét, Drey'aucot, és fiát, Rya'cot. A CSK-1 több küldetésen is egyesítette erőit Bra'tackal a következő négy évad során, hogy Apófiszt legyőzzék. Teal’c elhivatottsága a csapattal szemben nyilvánvaló volt, miután megölte Daniel feleségét, Sha'ret, hogy megállítsa őt Daniel kínzásában. Miután a CSK-1-nek sikerül végeznie Apófisszal az Ellenségek című epizódban, a Chulak felszabadul.
A Jaffa Ellenállás legfőbb csoportjának harcosai az 5. évadban tűnnek fel először. A 6. évadra Teal’c és Bra'tac fontos vezetőivé válnak az ellenállásnak. A földi Alfa bázis a lázadó Jaffák és később a Tok’ra számára is a szervezkedés központja, de két faj számára az egymás iránti bizalom és együttműködés a közös ellenség legyőzéséhez nem könnyű. Teal’c és Bra'tac elveszítik szimbiótájukat egy meghiúsított Jaffa találkozó után, de a Tok'ra által kifejlesztett Tretonin segítségével életben maradtak. A Tretonin végül alapeleme lett a Jaffák szabadságának, megszüntetve a goa'uld szimbiótáktól való fizikai függést. Miután a Föld számára Teal’c nem jelent kockázatot, lehetőséget kap a bázison kívüli normális életre, bár földönkívüli szokásai és egy gyilkossági ügy megnehezítik számára ezt.
Teal’c és Bra'tac végül győzelemre viszik a Jaffákat a 8. évad Leszámolás és Elvarratlan szálak című epizódjaiban. A goa'uldok régóta gyengítik egymást a folyamatos csatározásokkal a rendszerurak között, és a Jaffák látják, hogy a goa'uldok képtelenek megvédeni magukat a replikátorok ellen, ami annak bizonyítéka, hogy hamis Istenek. Az új Jaffa Nemzet erős hatalommá válik, a rendszerurak flottáinak egy része is a kezükben összpontosul. A 9. évadban Dakara a nemzet új fővárosa, és a Chulak a Szabad Jaffa Nemzet legfőbb erődje.
Teal’cet megválasztják a új Jaffa Nagytanács tagjává, de a nemzetet megosztja a parlamentáris ellenzék, mely Teal’ckel és Bra'tackal együtt a demokrácia felé haladna, és a hagyományok alapján katonai vezetést támogatók tábora. A tanácstagok nagy része a Jaffa Ellenállás korábbi vezetői, kezdetben elutasítják az Ori vallást, mert túl sokáig voltak hamis Istenek elnyomása alatt. A tradíciókat követő Gerak halála után, Teal’c támogatja Bra'tac ideiglenes vezetővé választását, amíg a nemzet átveszi a földi demokrácia szervezeti formáját. A Camelot című epizód eseményei után az Ori átveszi a hatalmat a Chulak felett. A Jaffákat megtámadják az Ori erők, Dakarát földig rombolják. Az utolsó Jaffa-epizód a 10. évad Talion című része, melyben Teal’c megöli az Ori-hívő Jaffa vezetőt, Arkadot. A Jaffa Nemzet sorsa és Teal’c pozíciója a Jaffák között megoldatlan maradt a sorozat végéig.
Teal’c ezután megjelenik a csak DVD-re készített Csillagkapu: Az igazság ládája és a Csillagkapu: Continuum című filmekben is, valamint a Csillagkapu: Atlantisz sorozat két epizódjában. A Találkozás című epizódban elbúcsúzik Carter ezredestől, aki Atlantisz új vezetője lesz. Az állomás című részben Carter kérésére Atlantiszra utazik, hogy Ronon Dexet, a satedai harcost megtanítsa, hogyan álljon helyt az IOA által vele készített beszélgetés során. Amikor a Lidércek a Pegazus-galaxist elhagyva a betörtek a CSKP-ra, Teal’c és Ronon együtt állították meg az ellenséget.

## A karakter
Teal’c egy Jaffa harcos, aki a Chulak nevű bolygóról érkezett. Teal’c külsőleg emberi megjelenésű, de hasában egy erszény van, amiben egy goa'uld lárva növekszik. A szimbióta lárva megnövekedett erőt, egészséget, gyógyulási ütemet és hosszú életet biztosít. A 4. évad A fény című részében Teal’c azt állítja, 101 éves, ezután nagyjából 50 évet öregedett a sorozat végéig. Mivel a szimbióta helyettesíti, és ezzel megszünteti a Jaffák immunrendszerét, eltávolítása hosszú és fájdalmas halálhoz vezet. Teal’cnek nincs szüksége alvásra, de a meditáció egy formáját, a kel'no'reem-et el kell végeznie időnként, hogy összhangban legyen a szimbiótájával.
Teal’c egy „bátor idegen, kifürkészhetetlen – és főként hallgatag – viselkedéssel”, ezen kívül „a CSK-1 legrendíthetetlenebb arckifejezésű tagja”. Teal’c legjellemzőbb szóhasználata a „valóban” (indeed). Christopher Judge úgy írja le Teal’cet, mint egy felszabadító, aki népe rabszolgaságának próbál véget vetni. Azt is állítja a karakterről, hogy egy olyan társadalom lázadó eleme, amelyik nem tolerálja a lázadókat. Bár Teal’c némiképp fejlettebb fizikai képességekkel és erővel rendelkezik, mégis szívében és értelmében nagyon emberi. Teal’c a becsület mintaképe. A 7. évadra Teal’c jóval beszédesebbé válik az eseményekkel és más szereplőkkel való érzéseinek kifejezésével kapcsolatosan. Egyre jobban hozzászokik a földi élethez, szereti a fánkot és horgászni megy O'Neillel. A 8. évadban Judge azt szerette volna, ha Teal’c ugyan közelebb kerülne a földi szokásokhoz egy még „földiesebb” viselkedéssel, ugyanakkor ne veszítse el földönkívüli nézőpontját. Judge szerint a 8. évad első felében karakterének annyi tennivalója volt, mint a sorozat kezdetétől összesen.

## Kapcsolatai
A sorozat kezdetén Teal’c felesége Drey'auc, egy fiuk van, Rya'c. Amikor Teal’c a Föld mellé áll, családját a otthonukban, a Chulakon hagyja. Többször is sikerül találkoznia velük a sorozat folyamán, hogy a goa'uldok befolyásától megmentse őket. (Apáról fiúra, Családi ügy) Drey'auc később Teal’c egyik gyerekkori barátjának, Frotaknak a felesége lesz, de Rya'c és Drey'auc elhagyja a Chulakot, hogy a Fény Földjén éljenek, nem sokkal azután, hogy Frotak a Családi ügy című epizódban meghal. Teal’c érzelmei újra lángra lobbantak egy Chulakról származó papnó, Shau'nac iránt a Keresztutak című epizódban, de a nőt hamarosan meggyilkolják. Drey'auc a lázadó Jaffák egy táborában veszti életét, miután elutasítja, hogy új szimbióta lárvát kapjon. Teal’c ezután a Hak'tyl nevű bolygón megismert Ishtával kezd új kapcsolatot, később fia, Rya'c is Ishta egyik tanítványát, Kar'ynt veszi feleségül.
O'Neill általánosságban gyanakvó az idegenekkel szemben, de Teal’c kivétel ez alól. A sorozat elején Hammond tábornok is nehezen fogadta el őt, de végül megbízott benne és tisztelte őt, miután látta Teal’c elhivatottságát a Csillagkapu Program iránt. Az utolsó két évadban a CSKP-t irányító Landry tábornok szintén elismerte Teal’cet, mint harcost.
Az írók kezdetben ellenséges viszonyt akartak kialakítani Teal’c és Daniel között. Az Egy örökké tartó nap című epizódban ez meg is jelent valamennyire, amikor Teal’c lelőtte Daniel feleségét, Sha'ret, hogy megmentse Danielt. Judge és Michael Shanks, akik a való életben is jó barátok, tiltakoztak a terv ellen. Úgy vélték, Daniel el lesz bűvölve Teal’c származásától, és Teal’c pedig tisztelni fogja az embereket, akikben különböző szokásaik ellenére hozzá hasonló nemesség van. A producerek végül is engedték a színészeknek, hogy kimutassák, karaktereik mennyire óvják és tisztelik egymást, habár sokszor nem értenek egyet egymással.
A sorozatban Teal’c az, aki nem földi származása ellenére leghosszabb időn át a CSK-1 tagja. Amikor a 6. évadban bemutatták a szintén idegen Jonas Quinnt, az írók egyfajta kötődést akartak kialakítani a két földönkívüli karakter között, és Teal’c ezután nem az egyedüli a csapatban, aki „más”. A 9-10. évadban Teal’c Valával is lazább kapcsolatot alakított ki, amit Christopher Judge azzal magyarázott, hogy Teal’c egyre jobban felengedett a csapatban.
Amikor Cameron Mitchell is a CSK-1 tagja lett a 9. évadban, Teal’c első reakciója a megdöbbenés volt Mitchell lelkesedésére, mivel inkább O'Neill visszafogottabb stílusához volt szokva. Elsőre nem is volt benne biztos, kedveli-e Mitchellt. Azzal, hogy az alezredes nem hagyta Teal’cet a háttérben maradni és megfigyelőként működni, aktív résztvevőjévé tette Mitchell őt. Teal’c és Mitchell mindketten harcosok és vezetők, de mivel Teal’cé volt a bátor harcos szerep, a producerek végül is Mitchell karakterét úgy alakították, hogy mindig őt verjék össze az összecsapásokban.

## A forgatás
Christopher Judge már korábban is dolgozott együtt Richard Dean Andersonnal. Judge szerepelt a MacGyver című sorozat egy 5. évadbeli epizódjában 1990-ben. Itt egy középiskolai diákot játszott, akit MacGyver próbált mentorálni és a segíteni a negatív befolyások elkerülésében.
Amikor a producerek kitalálták Teal’c karakterét, nem voltak még biztosak benne, mit is akarnak, de nem is találkoztak olyan színésszel, aki pontosan megfelelt volna Teal’c szerepére. Afro-amerikai színészeket kerestek, és Judge az utolsók között volt, akit meghallgattak. A producereknek tetszett, amit a meghallgatáson alakított, így őt választották. Fogékonyak voltak Judge ötleteire, és szabad kezet adtak neki a szövegének módosításában már a sorozat kezdetétől. Judge leült velük minden évad elején és megvitatták, miken fog keresztülmenni Teal’c és hogyan lehetne őt egyre emberibbé tenni.
Az első évad során Teal’c még kevésbé illeszkedett be annyira a csapatba, mint O'Neill vagy Daniel. Ő volt az egyetlen karakter, akinek nem jutott annyi személyes sztori a 3. évadban. Olyan hírek is szárnyrakaptak, hogy Judge elhagyja a sorozatot a 3. évad végén, de a készítők gyorsan visszautasították ezt. A 3. évad utolsó részében Teal’c kiemelkedőbb szerepet alakított és ezután jóval nagyobb jelentőséget kapott a történetekben a 4. évadban.
Judge első, szinte saját epizódja az 5. évad A harcos című része, majd a 6. évadban Az átváltozás. Mindkét részben Teal’c bensőjét mutatja be a történet. A 7. és 8. évadban egy-egy epizódot maga Judge írt (A születés joga, Áldozatok). Ezen részek a Hak'tyl bolygó Jaffáiról és Teal’c Ishtával való kapcsolatáról szólnak.

### Smink és haj
Mivel Teal’c külsején több munkája volt a sminkeseknek, Judge-nak mindig jóval korábban a forgatás helyszínén kellett lennie, mint a stáb többi tagjának. A producerek eredeti ötlete szerint Teal’cnek hosszú füle és különleges szakálla lett volna, de a sminkes csapat módosította ezt egy homloktetoválásra, egyiptomi szemekre és aranybarna bőrre. Ez a külső a Csillagkapu filmből ismert goau'uld Ré visszatükrözése. A Csillagkapu sorozat kezdetén Teal’c tetoválása három részből állt, és nagyjából egy órába telt, hogy a színész homlokára felvigyék. A folyamat később az évek során egyszerűsödött. A 6. évad Az átváltozás című epizódjában Teal’cnek hosszú távú hallucinációja van, melyben ő is földi ember. Ennek a résznek a forgatásához a szemkörüli sminket és az aranyozott bőrt is jelentősen halványították. A 7. évad elejétől, amikor Teal’c már nem hordozott tovább szimbiótát az erszényében, bőrének aranyozott sminkjét teljesen megszüntették.
A sorozat első hét évadjában Teal’cet kopaszra borotvált fejjel láthattuk. Christopher Judge a forgatásszünetekben rendszerint hagyta megnőni haját, majd az első forgatási nap reggelén újra leborotválta. A 4. évad első epizódjában Teal’c egy kis szőke szakállcsíkkal az állán tért vissza a képernyőre, mivel a producerek nem engedték neki, hogy egy kis hajtincse maradhasson a karakternek. Epizódokkal később Judge leborotválta a kis szakállat, elismerve, hogy bután néz ki. A 8. évad elején „sok évnyi kérés, könyörgés, rábeszélés” után Judge elérte a producereknél, hogy karakterének haja lehessen. Brad Wright meg volt győződve róla, hogy a közönségnek nem fog tetszeni. Judge egy rendezvényen megjelent azzal a sávos hajjal, amit Teal’cnek szeretett volna, de végül levágatta, mielőtt a 8. évad felvételei megkezdődtek volna. Ezután a 8-10. évadokban Teal’cnek eleinte néhány milliméteres, majd kicsivel hosszabb haja volt az epizódokban. Teal’c hajváltozásai a sorozatban sosem kerültek szóba, bár Jack O’Neill kérdezősködött róla az Új világrend című epizódban.

## Fogadtatás
2002-ben Christopher Judge jelölést kapott Szaturnusz-díjra a Legjobb férfi mellékszereplő televíziós sorozatban kategóriában.

## Külső hivatkozások
- Stargate Wiki
- SyFy
- Christopher Judge (imdb)